# 라바군

우치주 지도에 표시된 라바군의 위치

라바군(폴란드어: powiat rawski)은 폴란드 우치주에 위치한 군으로 군청 소재지는 라바마조비에츠카이며 면적은 646.6km2, 인구는 49,443명(2006년 기준), 인구 밀도는 76명/km2이다.
북쪽으로는 스키에르니에비체군, 마조프셰주 지라르두프군, 동쪽으로는 마조프셰주 그루예츠군, 남쪽으로는 토마슈프군과 접한다. 6개 지방 자치체(1개 도시, 1개 도시형 농촌, 4개 농촌)를 관할한다.

군기
군 문장